# Aston Carter
Aston Carter ist ein auf Finanzinstitute spezialisiertes internationales Personalbüro.
Es wurde 1997 in London gegründet und bedient heute mit 350 Mitarbeitern 16 Länder. Neben den Hauptsitz in London betreibt es Büros in Brüssel, Dublin, Hong Kong, Paris, Singapore, Stockholm und Utrech. Der Jahresumsatz beträgt 250 Millionen £.